# 凡夫川
凡夫川（ぼんぷがわ）は、静岡県富士市を流れる潤井川の支流。1974年（昭和49年）の星山放水路の開削により潤井川と共に富士川水系に編入され、一級河川となった。富士市大淵の中央部（標高600m以上）から野渓を形成し、富士市久沢地区を縦断した後、潤井川左岸に合流する。中・下流域では溶岩流が露出しており地質学的価値が高い。また曽我寺や二本樋など歴史・文化的見どころも多い。

## 地理
一級河川としての管理起点は、富士山フロント工業団地・静岡県立富士特別支援学校の南側、県道76号の不動沢橋である。ここから北西約260mの県道上に位置する砂沢橋は、支流・砂沢川（すなざわがわ）の管理起点となっている。
両河川は南西方向に流下し、静岡県立吉原林間学園付近で合流する。 富士市久沢地区では西富士道路と新東名高速道路をくぐり、富士市立鷹岡中学校の北約200mに位置する榎沢橋で県道88号線を横切る。この橋周辺では河岸に溶岩の露頭が見られる。
また凡夫川が潤井川に合流する付近は龍巌渕と呼ばれ、入山瀬溶岩が潤井川に侵食されて形成された渓谷景観であり、凡夫川の渓谷とも地質的につながっているとされている。

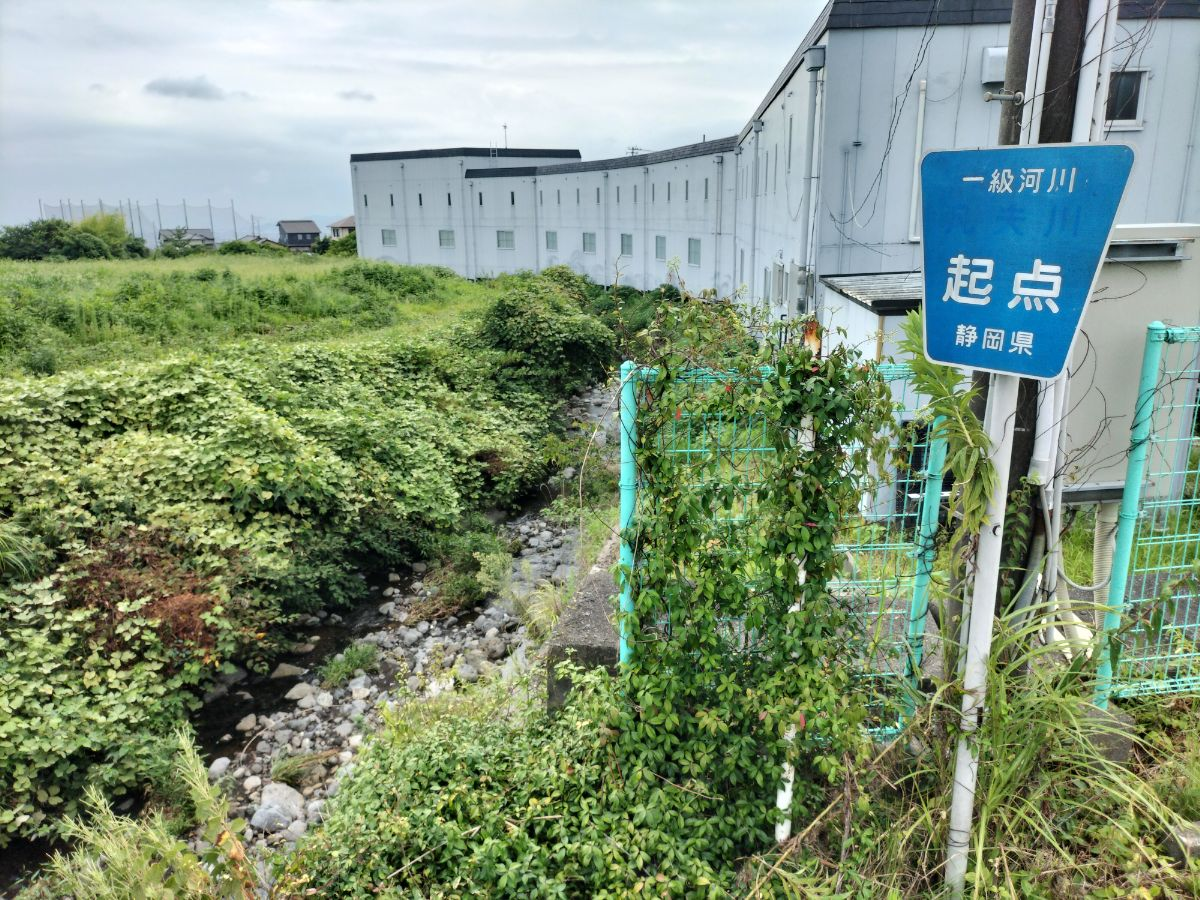
不動沢橋（標高200m・2025年8月撮影）
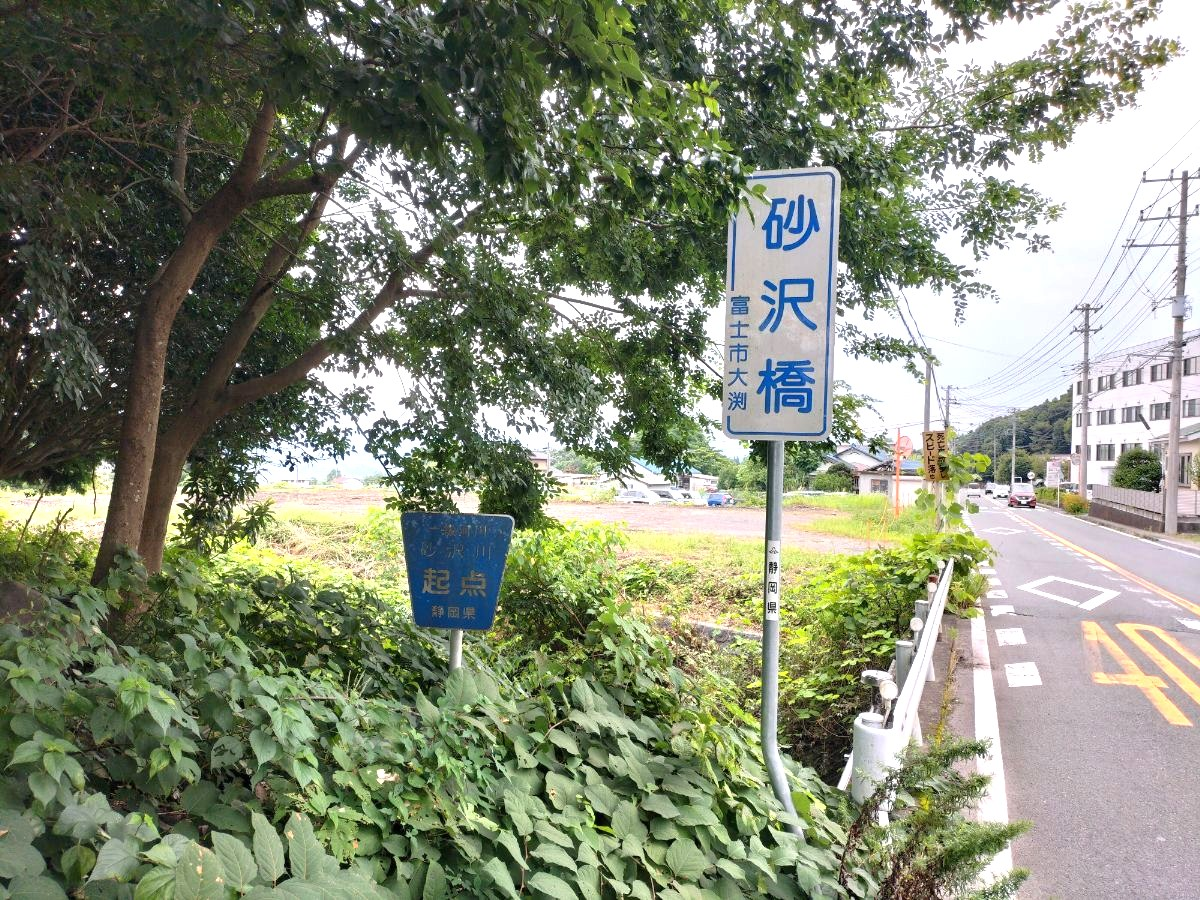
砂沢橋（標高205m・2025年8月撮影）
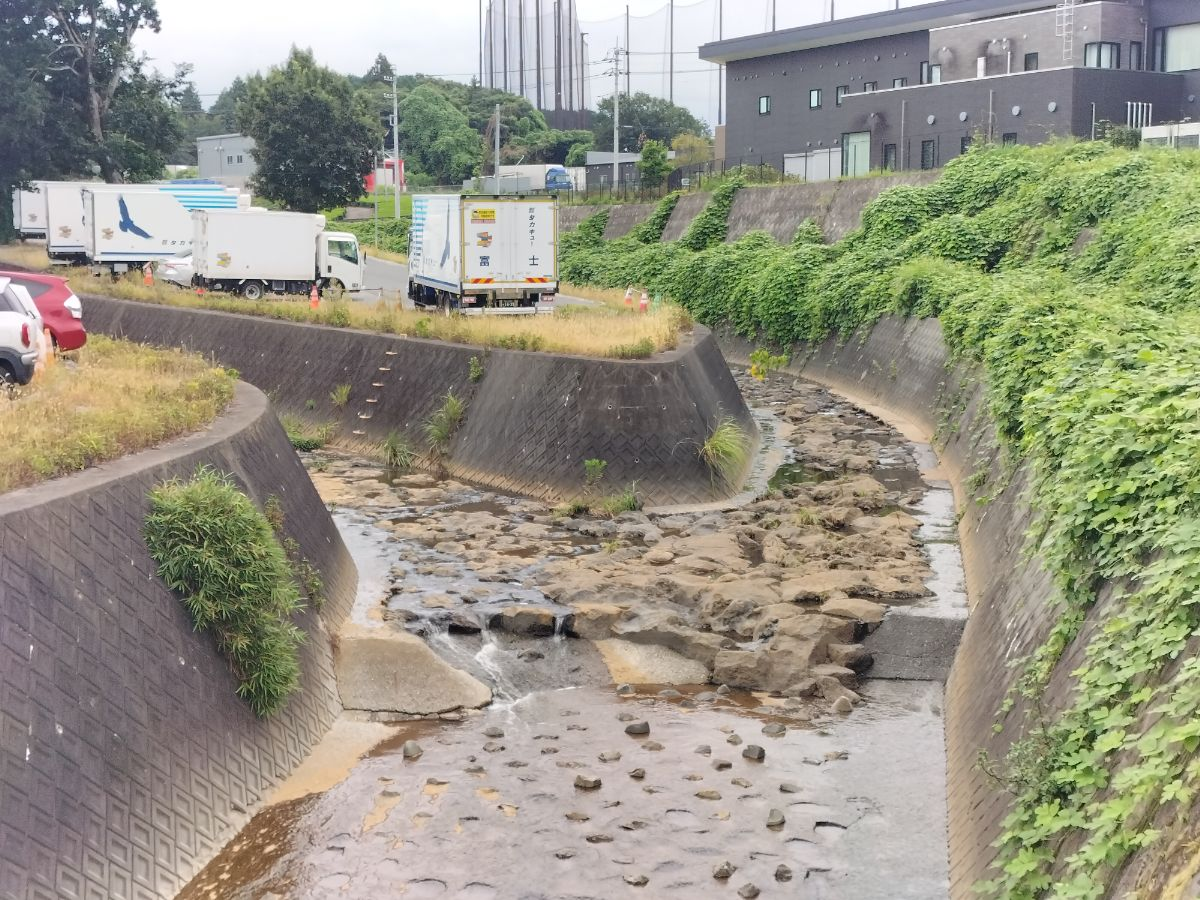
凡夫川と砂沢川の合流点（標高138m・2025年8月撮影）
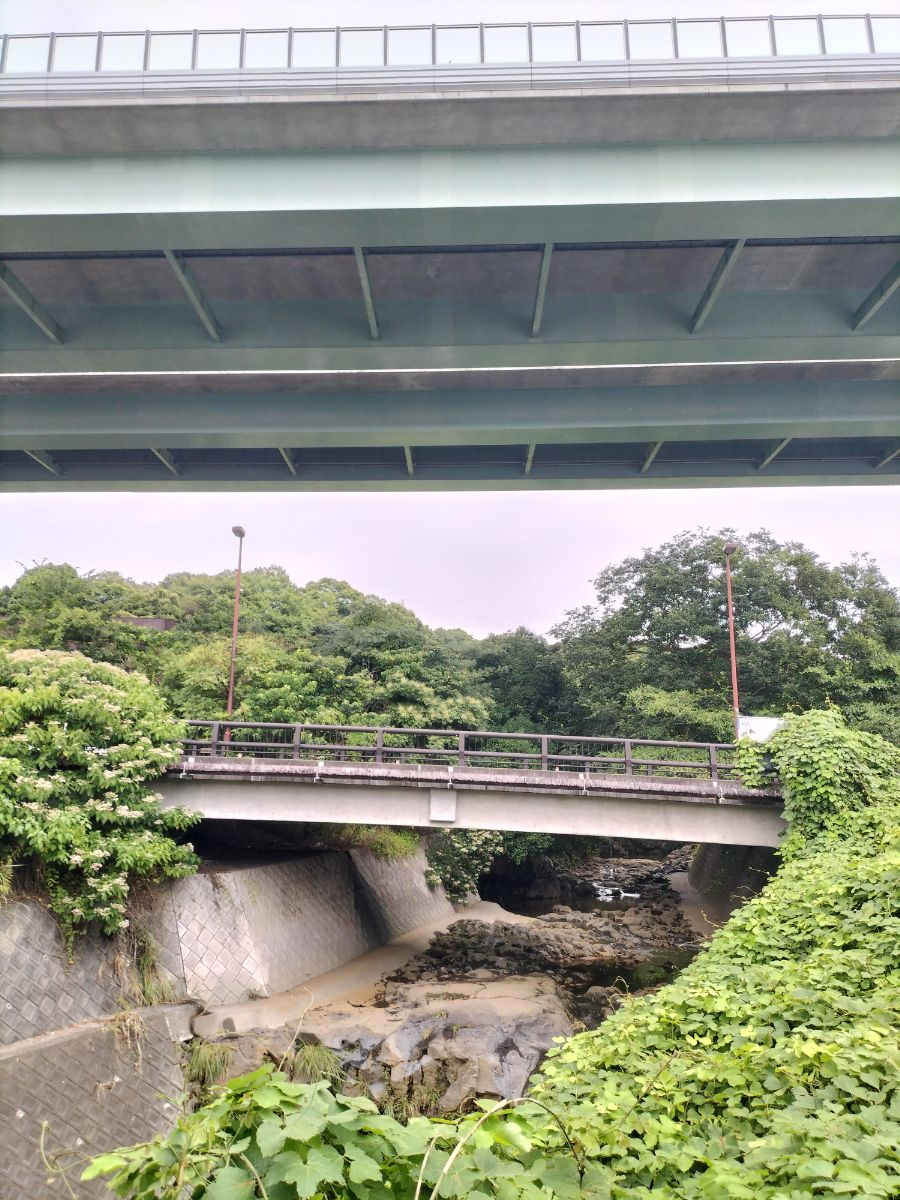
新東名高速道路の下の浅ヶ久保橋と凡夫川（標高86m・2025年8月撮影）
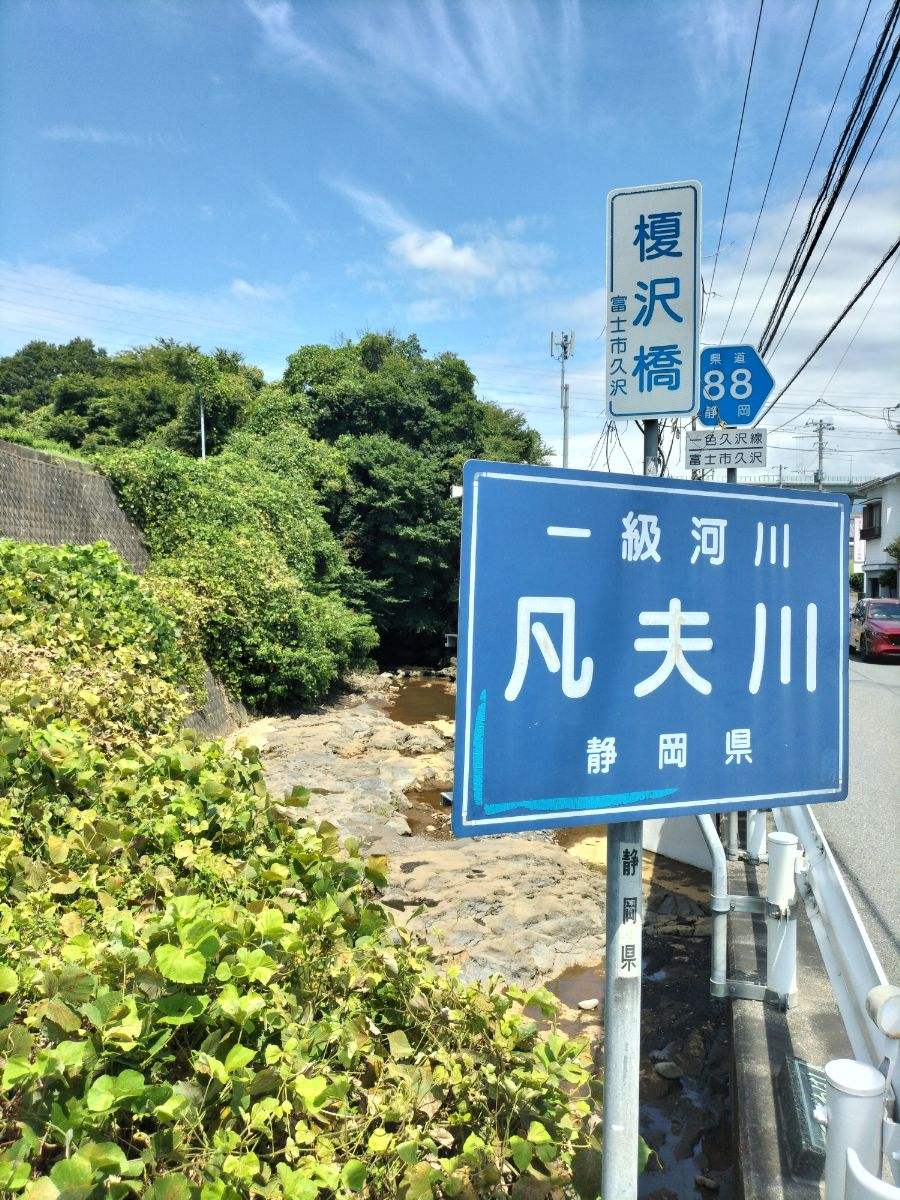
榎沢橋（標高77m・2025年8月撮影）
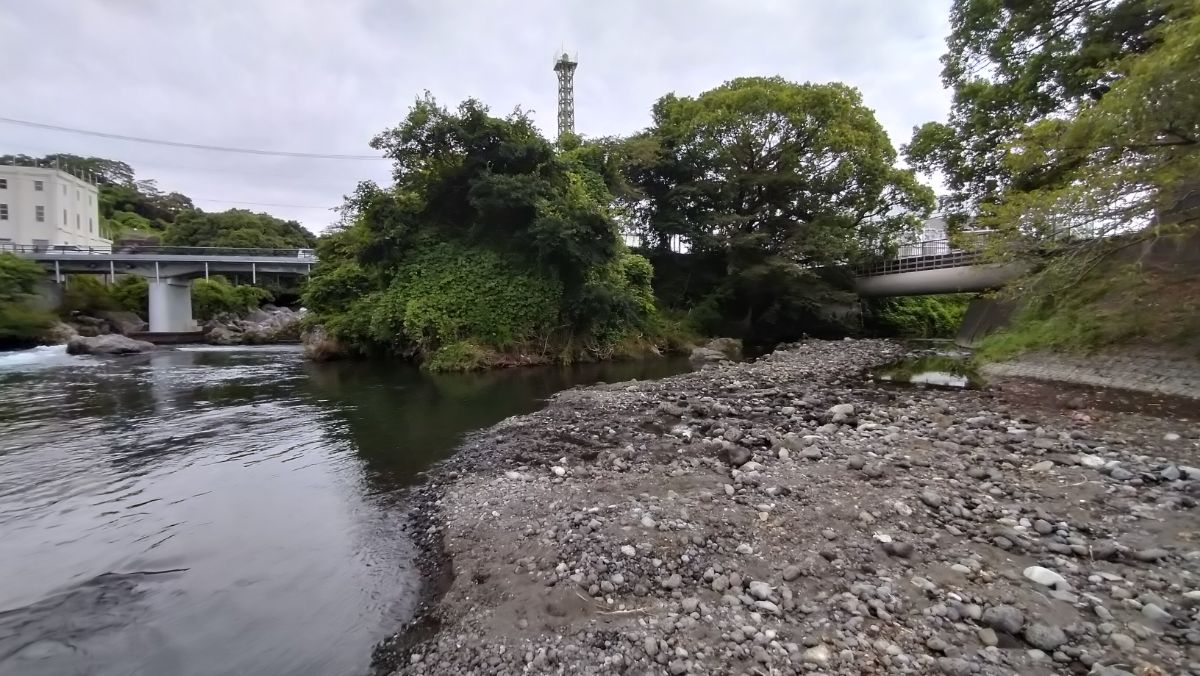
潤井川と凡夫川の合流地点（標高28m・2025年8月撮影）

## 地質
凡夫川流域は、更新世後期の富士山起源の溶岩流に覆われている。下位には古い大渕溶岩流、上位には比較的新しい入山瀬溶岩流が分布し、河床や河岸に露出する。これらは玄武岩質で、冷却収縮による節理や、噴出時のガス抜け跡による多孔質構造が見られる。河床では流水や砂礫摩擦による研磨作用により、角ばった節理面と丸みを帯びた岩面が混在する景観が形成されている。

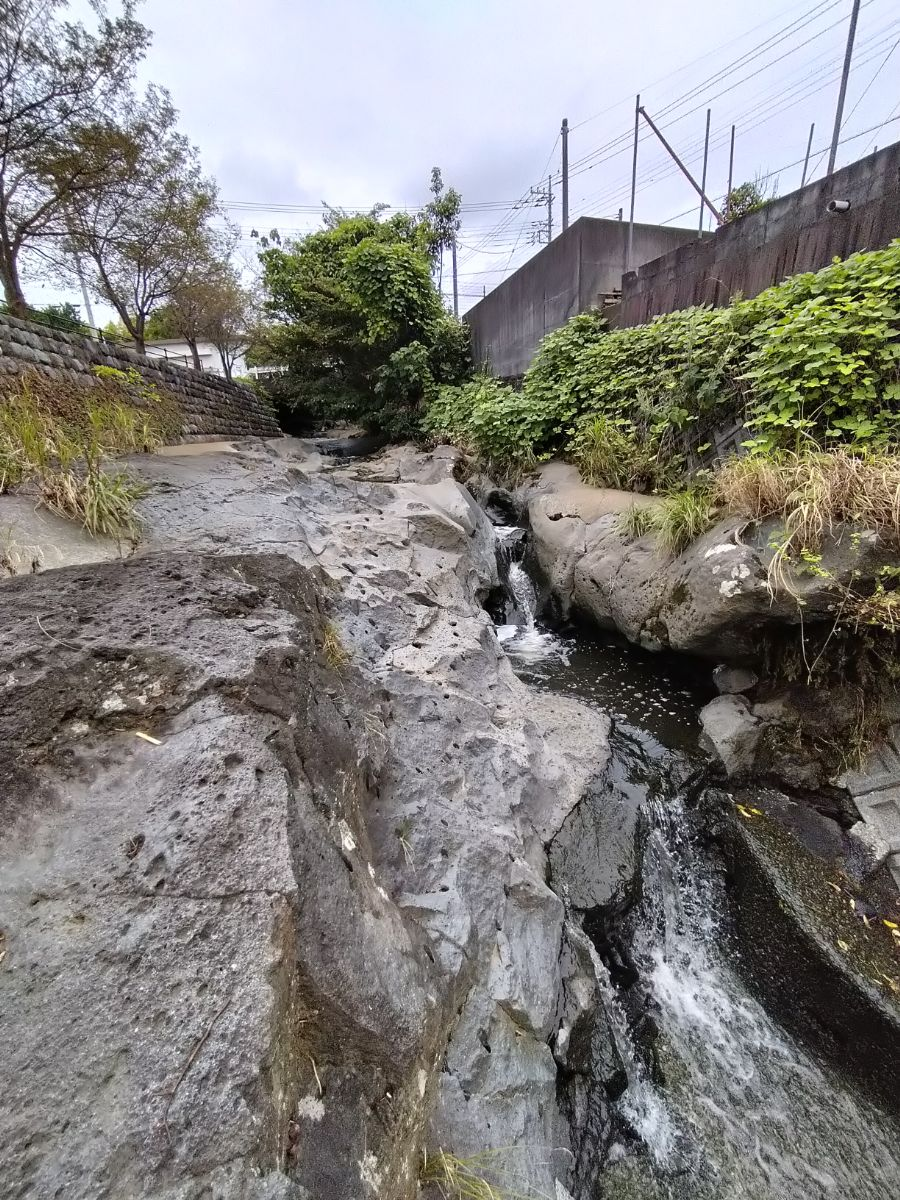
釈迦堂橋付近の凡夫川（標高173m・2025年8月撮影）
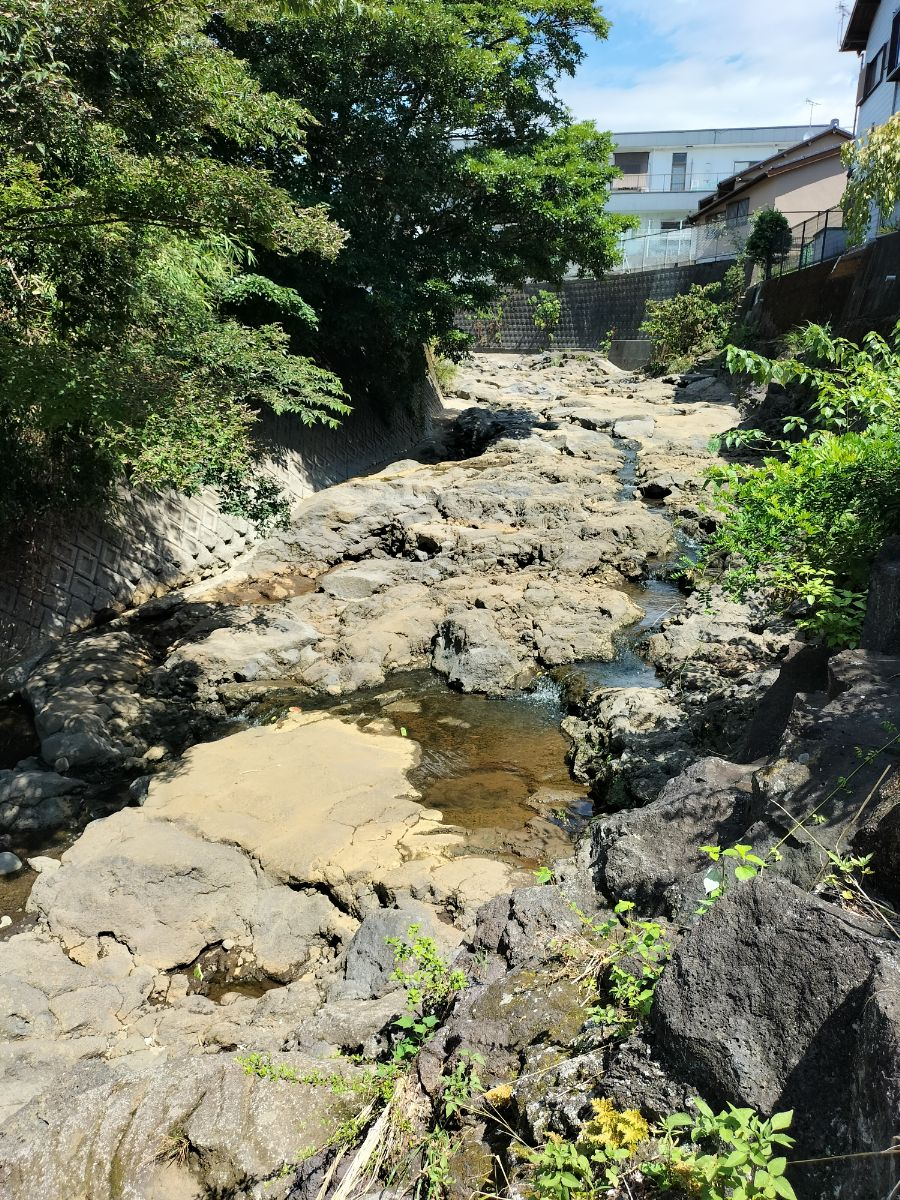
五郎の首洗い井戸付近の凡夫川（標高61m・2025年8月撮影）
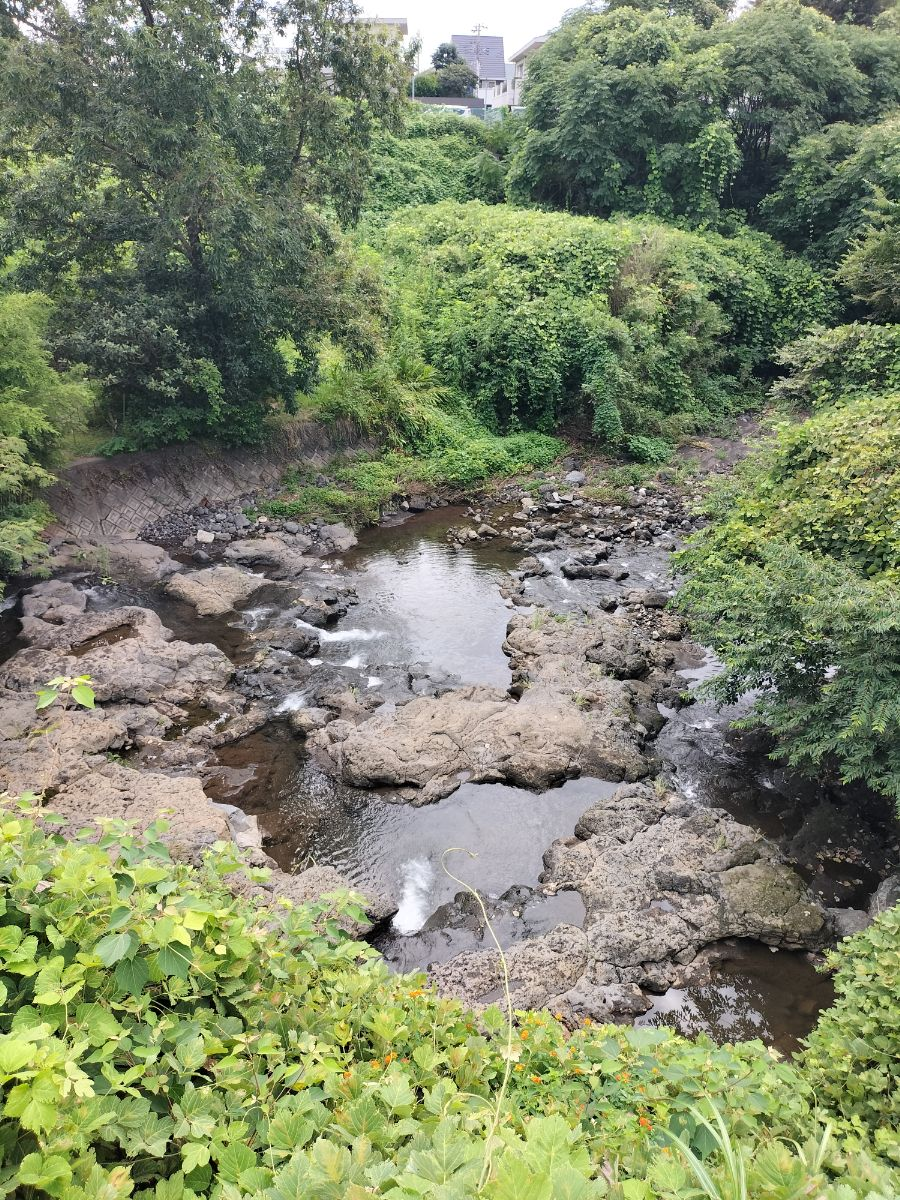
曽我十郎橋付近の凡夫川（標高38m・2025年8月撮影）

## 治水
上流は周辺の急流河川と同様、普段はほとんど水がない反面、大雨や融雪時には土石流・雪代が発生しやすい。そのため、災害防止を目的として沈砂池や砂防堰堤が複数設置されている。また、富士山フロント工業団地内には水害防止のための4つの調整池が施工されており、降雨時の流量調整機能によって凡夫川・潤井川流域の洪水リスク低減に寄与している。

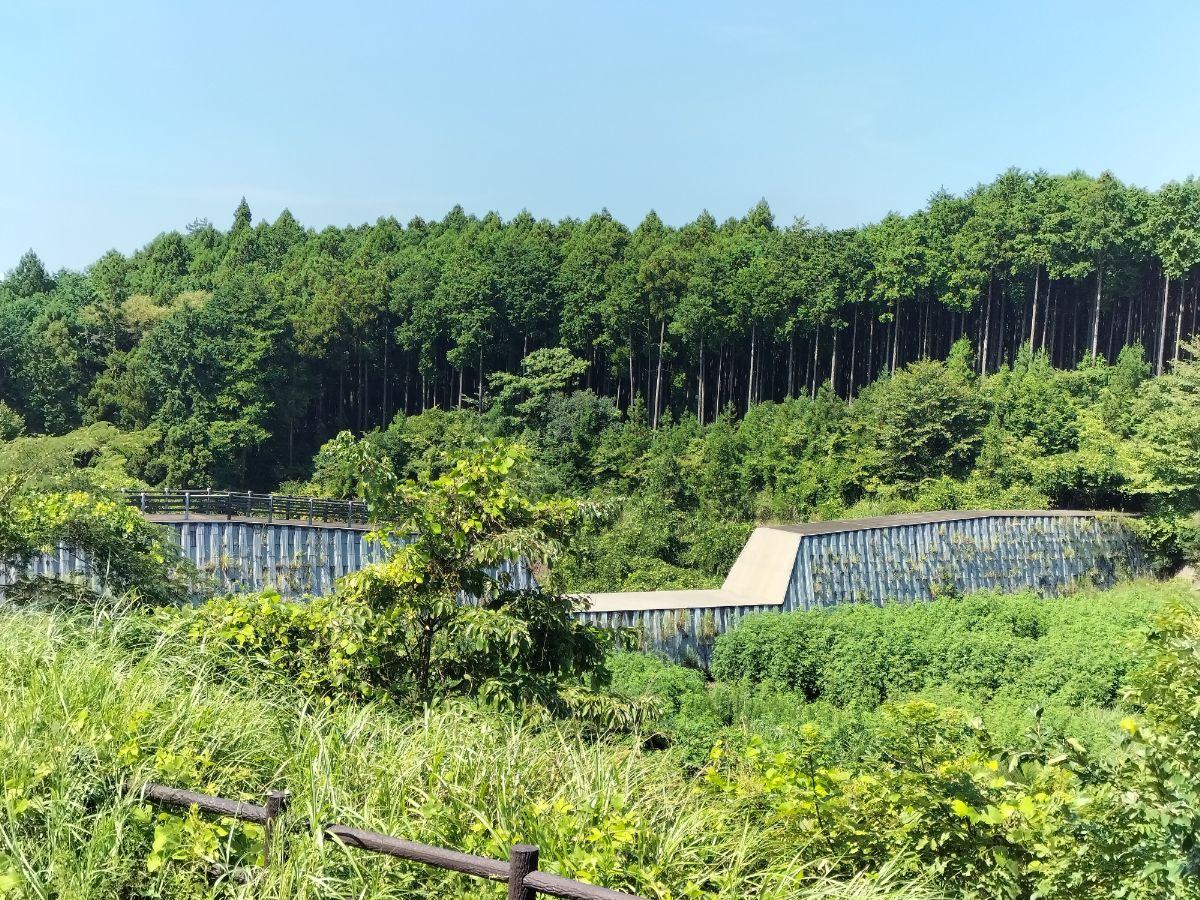
凡夫沈砂池基幹堰堤 遠景（2025年8月撮影）
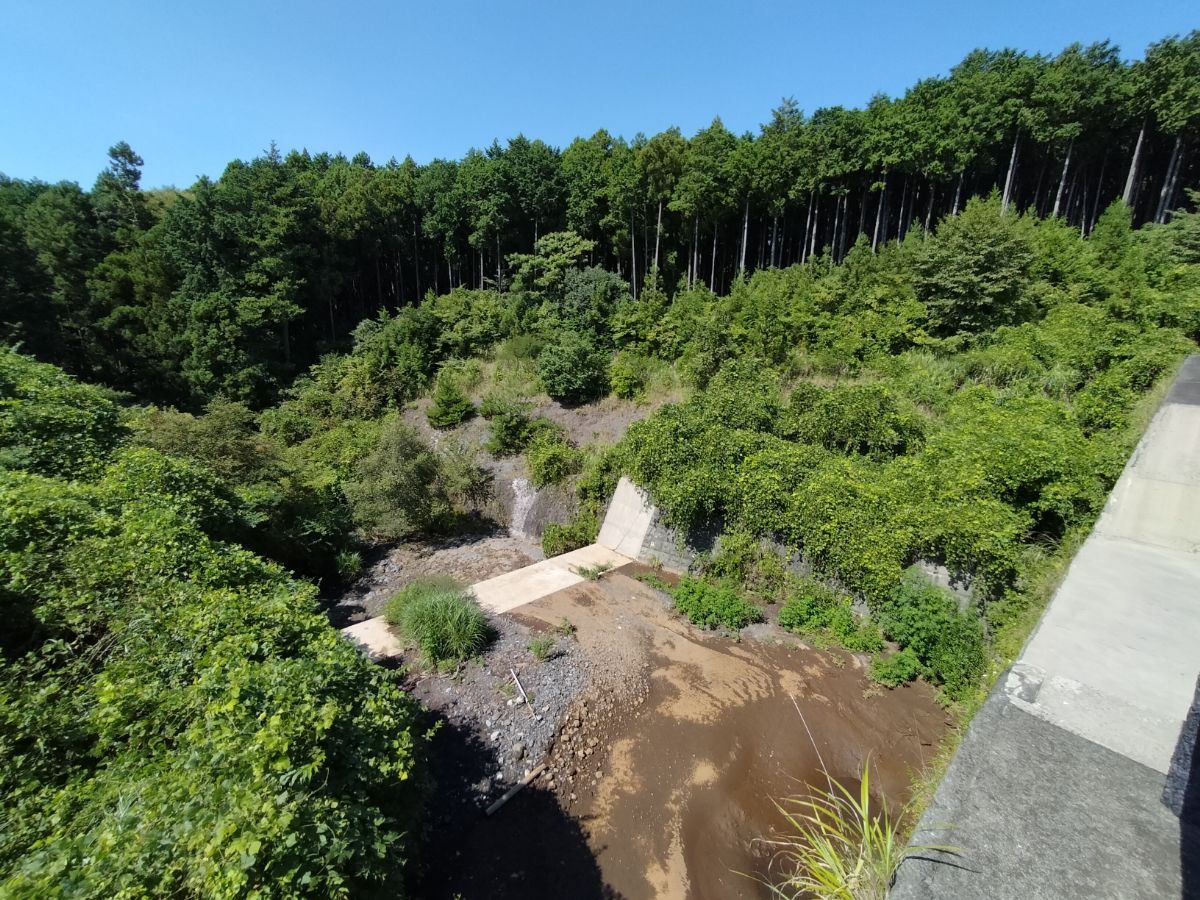
凡夫沈砂池基幹堰堤（標高428m・2025年8月撮影）
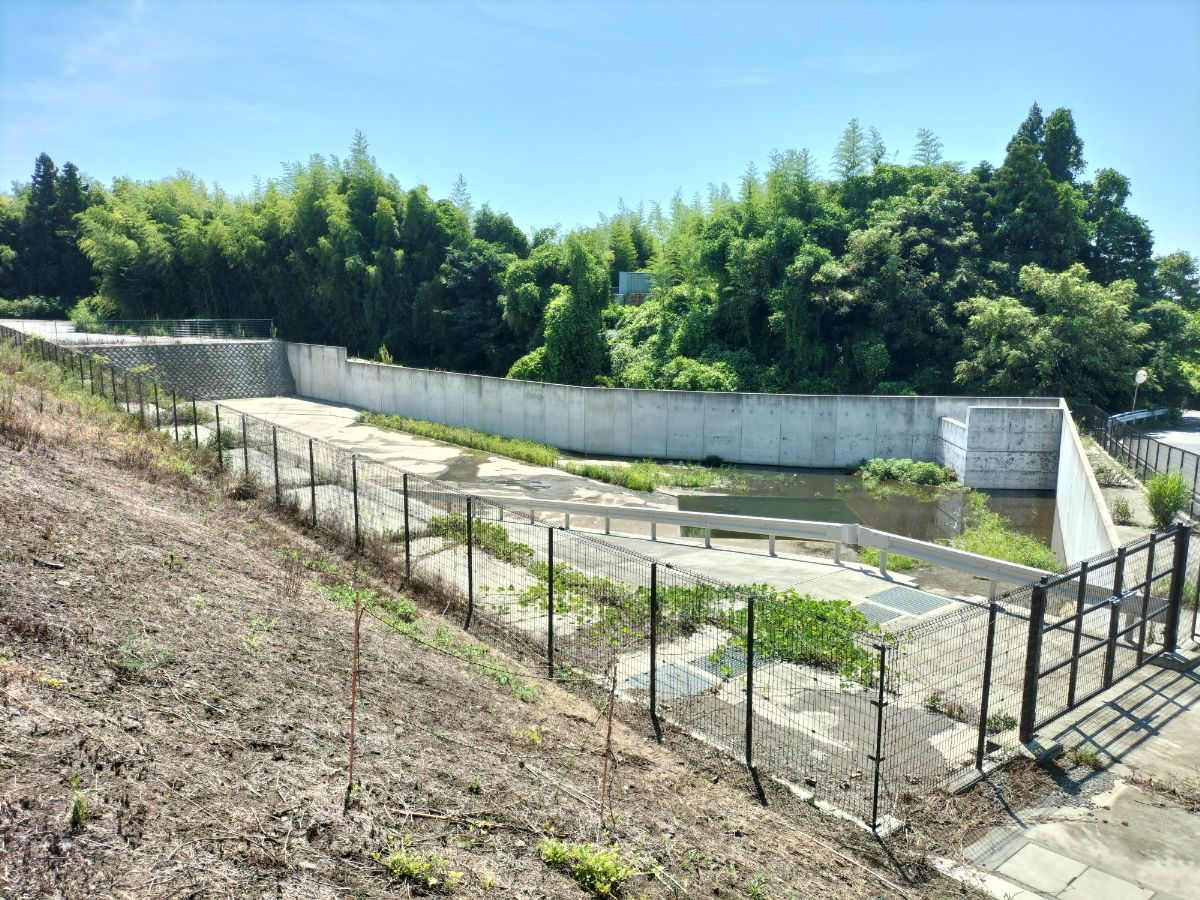
富士山フロント工業団地内の貯水池（標高209m・2025年8月撮影）

## 歴史
下流域には曽我寺（福泉寺）や「五郎の首洗い井戸」などの史跡がある。五郎の首洗い井戸には現在湧水は見られないが、溶岩流の露頭を間近で観察できる。また、潤井川から厚原・伝法方面へ農業用水を導く鷹岡・伝法用水が凡夫川と立体交差する箇所には、二本樋と呼ばれる水利施設がある。これは二方向へ分水する樋（とよ）が並んで設置された構造で、地域農業を支えてきた重要な施設である。

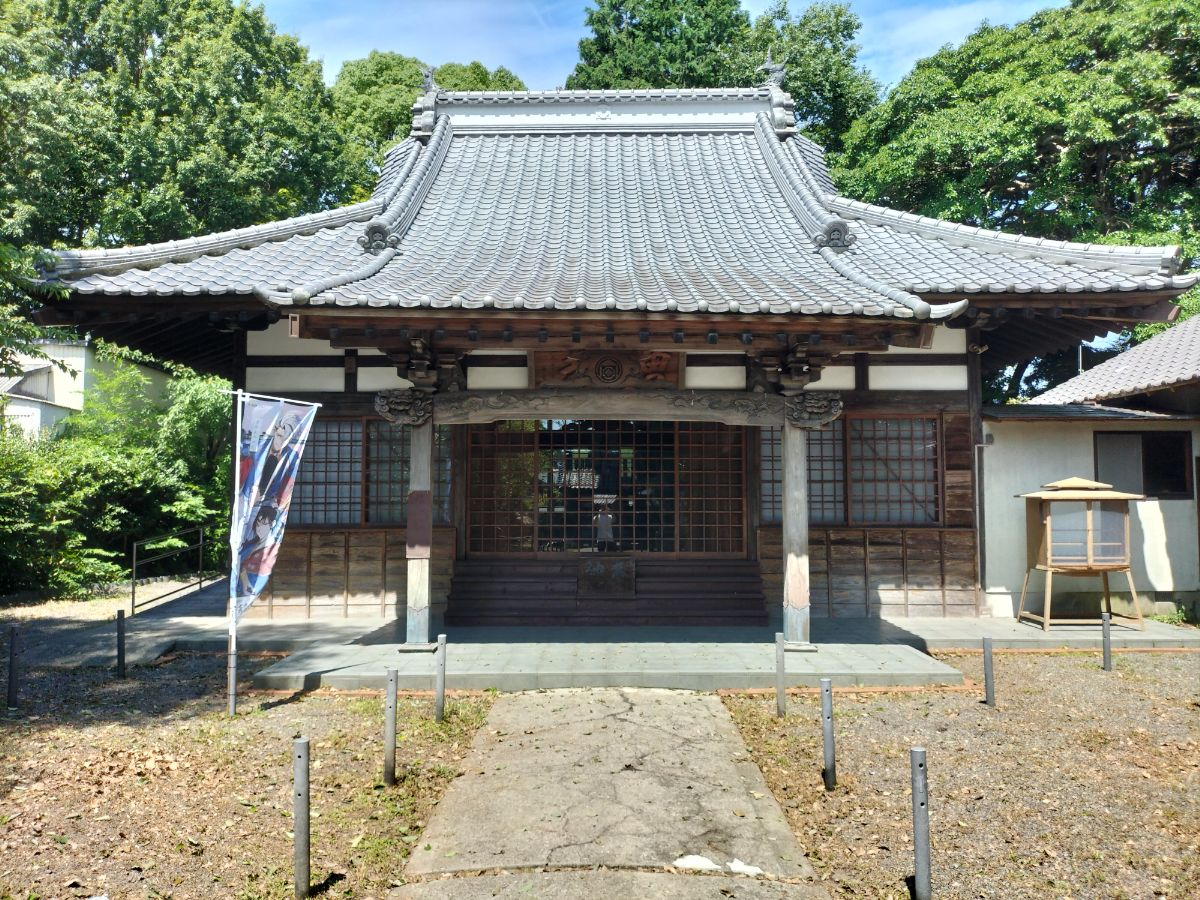
曽我寺（2025年8月撮影）
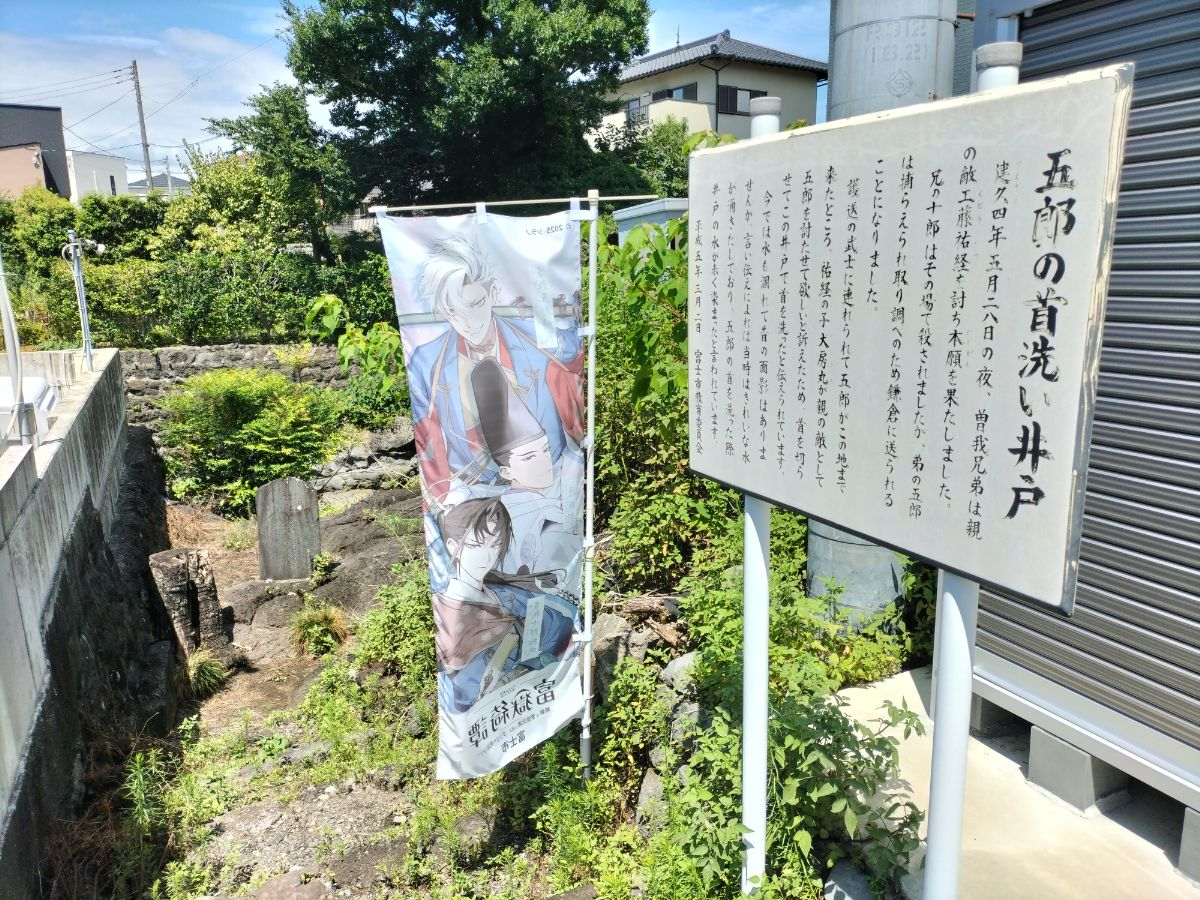
五郎の首洗い井戸（2025年8月撮影）
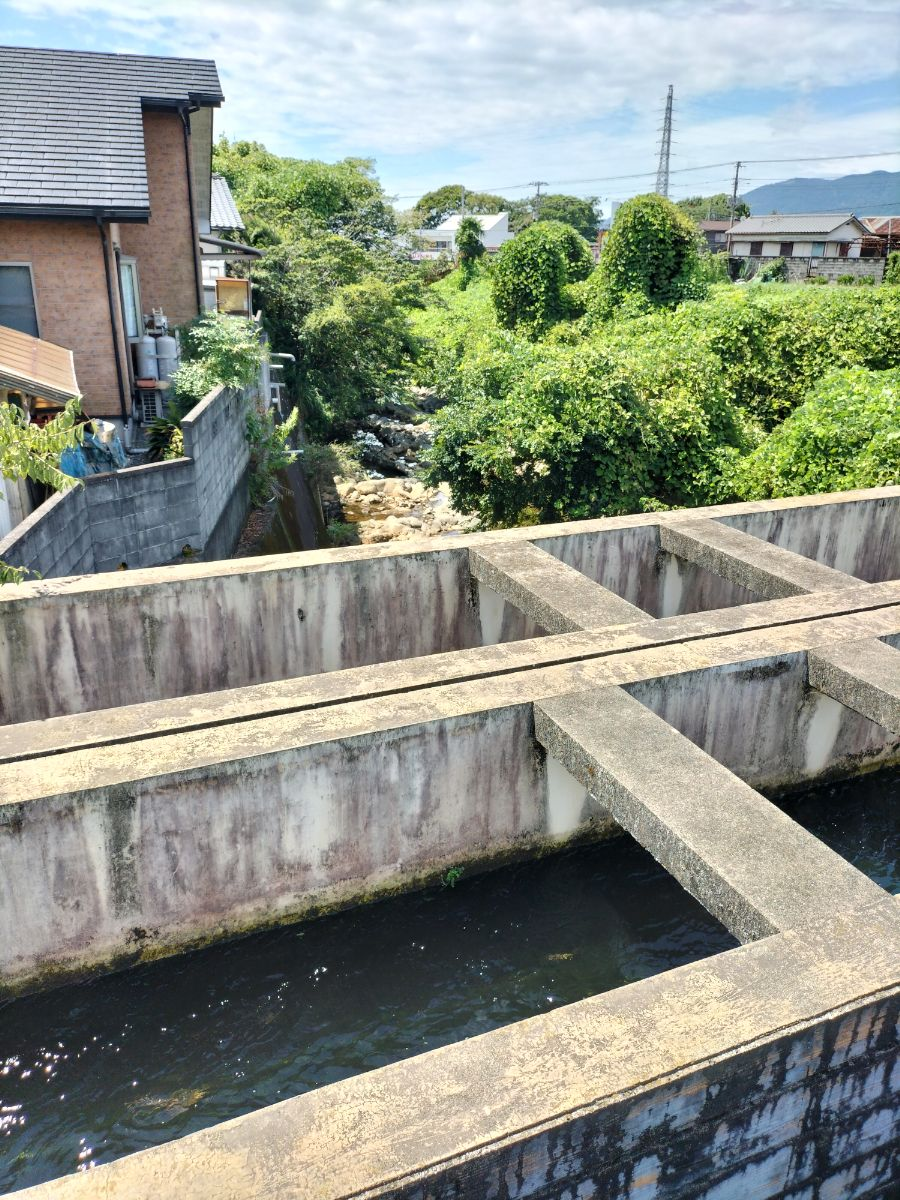
二本樋と凡夫川（2025年8月撮影）